# Ryszard Bartosik
Ryszard Bartosik (ur. 11 stycznia 1968 w Turku) – polski polityk, rolnik i samorządowiec, w latach 2006–2010 starosta turecki, poseł na Sejm VIII, IX i X kadencji, w latach 2020–2023 sekretarz stanu w Ministerstwie Rolnictwa i Rozwoju Wsi.

## Życiorys
Ukończył zaoczną politologię na Uniwersytecie im. Adama Mickiewicza w Poznaniu. Zajął się prowadzeniem własnego gospodarstwa rolnego. Powoływany w skład Rady Ubezpieczenia Społecznego Rolników i na sekretarza rady nadzorczej Funduszu Składkowego Ubezpieczenia Społecznego Rolników. Został działaczem ochotniczej straży pożarnej oraz rolniczej „Solidarności”. Wstąpił do Prawa i Sprawiedliwości, stając na czele powiatowych struktur tej partii.
W 2006 i 2010 był wybierany na radnego powiatu tureckiego. W kadencji 2006–2010 pełnił funkcję starosty. Później był specjalistą, a od 2013 dyrektorem w PGKiM w Turku. W 2014 nie dostał się do rady powiatu, powołano go jednak w skład nowego zarządu powiatu na urząd wicestarosty.
W 2005, 2007 i 2011 bez powodzenia ubiegał się o mandat poselski. W wyborach parlamentarnych w 2015 ponownie kandydował do Sejmu w okręgu wyborczym nr 37. Został wybrany na posła VIII kadencji, otrzymując 8163 głosy. Bezskutecznie kandydował w wyborach do Parlamentu Europejskiego w 2019.
W wyborach krajowych w tym samym roku z powodzeniem ubiegał się o poselską reelekcję, uzyskując 17 338 głosów. W październiku 2020 został sekretarzem stanu w Ministerstwie Rolnictwa i Rozwoju Wsi. W wyborach w 2023 po raz trzeci z rzędu uzyskał mandat poselski z wynikiem 25 371 głosów. W grudniu tego samego roku zakończył pełnienie funkcji wiceministra. W Sejmie X kadencji zasiadł m.in. w Komisji Rolnictwa i Rozwoju Wsi.